# Płudy (powiat łukowski)
Płudy – wieś w Polsce położona w województwie lubelskim, w powiecie łukowskim, w gminie Trzebieszów.
| SIMC    | Nazwa      | Rodzaj    |
| ------- | ---------- | --------- |
| 0693049 | Szczepanki | część wsi |

Wieś szlachecka położona była w drugiej połowie XVI wieku w ziemi łukowskiej województwa lubelskiego.  W latach 1975–1998 miejscowość należała administracyjnie do województwa siedleckiego.
Wieś stanowi sołectwo w gminie Trzebieszów. Według Narodowego Spisu Powszechnego z roku 2011 wieś liczyła 61 mieszkańców.
Wierni Kościoła rzymskokatolickiego należą do parafii Najświętszej Maryi Panny Królowej Polski w Zembrach.